# 792
Cette page concerne l'année 792  du calendrier julien. Pour l'année 792 av. J.-C., voir 792 av. J.-C.
L'année 792 est une année bissextile qui commence un dimanche.

## Événements
- 15 janvier, empire byzantin : le basileus Constantin VI rappelle sa mère Irène au palais. Le thème des Arméniaques se soulève et proclame Alexis Mousélé qui est battu et fait prisonnier[1].
- 17 mars : Charlemagne célèbre Pâques à Ratisbonne où il convoque une assemblée mixte d'évêques et de laïcs.
  - Pépin dit le Bossu est jugé par l'assemblée de Ratisbonne et enfermé à l'abbaye de Prüm après un complot contre son père Charlemagne en 791, éventé par le Lombard Fardulf[2].
  - Condamnation de l’adoptianisme. Félix d'Urgell est invité à se rendre au palais royal de Charlemagne à Ratisbonne où un concile d’évêques francs condamne sa doctrine comme hérétique avant de l’envoyer à Rome pour qu’il abjure devant le pape Adrien[3].
- 20 juillet : bataille de Marcellai. Victoire des Bulgares sur Constantin VI qui les avait attaqués sur le conseil d’un astrologue[1]. Il est déconsidéré.
- 13 août : un complot organisé pour proclamer empereur son oncle, l’ex-César Nicéphore, ayant été découvert, le basileus Constantin VI fait aveugler Alexis Mosèle et son oncle Nicéphore et couper la langue à ses autres oncles paternels[1].
- Novembre, empire byzantin : le thème des Arméniaques se soulève en Asie Mineure. La révolte est réprimée par Constantin VI en mai 793[4].

- Guerre civile en Palestine entre tribus bédouines. Le conflit s'achève le 29 décembre 793, après l'intervention décisive du calife Haroun ar-Rachid[5].
- Révolte du duc Grimoald III de Bénévent en Italie (792-793). Charlemagne ordonne à son fils Louis de lever une armée en Aquitaine pour soutenir son frère Pépin d'Italie[6].
- Lidéric, comte d'Harelbeke, est investi du gouvernement du pays de Flandre par Charlemagne[7].

- Début de la famine de 792-794 dans l'empire franc. Cas de cannibalisme et d’hallucination collective notés par les annalistes[8]. Au printemps, Charlemagne ordonne que soient célébrées des messes pour faire cesser la famine et un jeûne de trois jours pour les ecclésiastiques, les comtes, les vassaux dominici et leurs subordonnés, et que chacun se charge de nourrir quelques affamés jusqu’à la prochaine récolte[9].

- Début de la construction de la Chapelle palatine d'Aix-la-Chapelle ; le gros œuvre est achevé en 798 et le maître autel est consacrée en 805[10].

## Décès en 792
- Wei Yingwu: poète chinois.